# Rodni feminizam
Rodni feminizam (eng. gender feminism) izraz je kojim se označavaju novije struje feminizma koje se često naziva i "feminizam trećeg vala", gdje se nastoje u potpunosti eliminirati rodne uloge u suvremenom društvu. Nešto šire značenje pojma se koristi za feminističke pokrete i pojedince koji se zalažu da društvo, odnosno država preferiraju žene u odnosu na muškarce u oblastima kao što su bračno nasilje, skrbništvo nad djecom, seksualno uznemiravanje, razvoj i plaće.  
Izraz rodni feminizam je godine 1994. prvi put primijenila američka autorica Christina Hoff Sommers u svom djelu Who Stole Feminism?: How Women Have Betrayed Women kako bi opisala struju feminizma koja dominira američkim feminističkim pokretom, odnosno univerzitetima. Po njenom mišljenju ta je struja ginocentrična i mizandrična, žene neutemeljeno prikazuje kao bespomoćne žrtve, te je odgovorna za brojne negativne stereotipove koji su se o feminizmu općenito stvorili u široj javnosti.
Hoff Sommers je kao suprotnost rodnom feminizmu navela tzv. feminizam pravičnosti (engl. "equity feminism") koji bi svoj cilj trebao ograničiti na pravnu i političku jednakost. Pri tome C.H. Sommers navodi da je to za što se ona zalaže "klasični feminizam", kakav je postojao 1960.-ih i 1970.-ih godina u SAD, kada su se feministice bavile jednakopravnošću i jednakim prilikama, te se klonile ideoloških rasprava i raspravljanja o LGBT pitanjima.
Idejna strujanja karakteristična za "feminizam trećeg vala" - tj. prema Sommersovoj za "gender feminizam" se - nazivaju se često u Hrvatskoj i nekim drugim zemljama još i "rodna ideologija", osobito u krugovima vezanima uz Katoličku Crkvu.